# Orthonotus
Orthonotus är ett släkte av insekter. Orthonotus ingår i familjen ängsskinnbaggar.
Släktet innehåller bara arten Orthonotus rufifrons.

## Bildgalleri

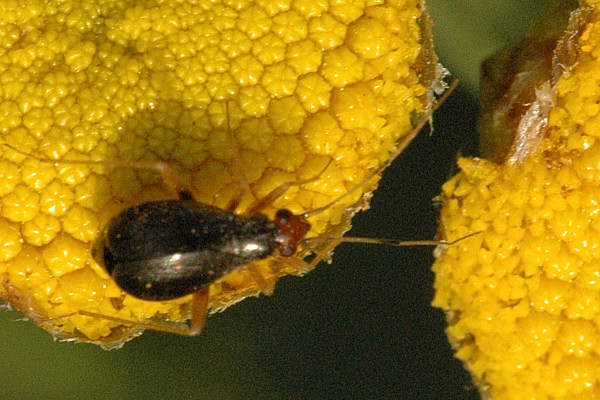